# Національний атлас Росії
Національний атлас Росії (рос. Национальный атлас России) — географічний атлас, комплексне картографічне видання в чотирьох томах, видане впродовж 2004—2009 років Федеральним агентством геодезії і картографії Росії. Офіційне державне видання на підставі постанови Уряду РФ № АГ-П9 14991 від 26 травня 2000 року. Перше видання подібного роду в Російській Федерації, що присвячене виключно географії Росії. Тираж розповсюджувався переважно серед наукових і державних установ, бібліотек. Невелика частина видання надійшла у відкритий продаж. Існує видання атласу в преміальному виконанні обкладинки.

## Автори
У роботі над атласом брали участь науковці та технічні спеціалісти таких установ:
- Федеральне агентство геодезії і картографії, Роскартографія, Московський державний університет геодезії і картографії.
- Інститут географії РАН.
- Геологічний інститут РАН, Всеросійський геологічний НДІ імені А. П. Карпінського та Інститут мінералогії, геохімії та кристалохімії рідкісних елементів.
- Інститут фізики Землі імені О. Ю. Шмідта РАН.
- Інститут глобального клімату та екології, Гідрометеорологічний НДЦ і Головна геофізична обсерваторія імені О. І. Воєйкова Росгідромету.
- Інститут океанології імені П. П. Ширшова РАН, Всеросійський НДІ рибного господарства і океанографії та Інститут водних проблем РАН.
- Ботанічний інститут імені В. Л. Комарова РАН, Інститут фундаментальних проблем біології РАН і Інститут проблем екології і еволюції імені О. М. Сєверцова РАН.
- Російський НДІ історії природознавства і техніки імені С. І. Вавилова РАН.
- Фонд природно-ресурсної та екологічної інформації «Інфосфера».
- Видавництво «Велика російська енциклопедія».
- Федеральна служба державної статистики.
- Російська державна бібліотека, Федеральне архівне агентство.
- Інститут російської історії та Інститут археології РАН, Державний історичний музей.
- Інститут військової історії Міністерства оборони Росії.
- Російський НДІ культурної і природної спадщини імені Д. С. Ліхачова РАН та Всеросійський музей декоративно-прикладного та народного мистецтва.
- Московський державний університет імені М. В. Ломоносова і Санкт-Петербурзький державний університет.
- Міністерство природних ресурсів, та Міністерство економічного розвитку і торгівлі.

## Редакційна колегія
Голова редакційної колегії — Олександр Бородко, кандидат технічних наук; заступник голови — Володимир Котляков, доктор географічних наук, професор, академік Російської академії наук.

## Том 1. Загальна характеристика території
Национальный атлас России : [в 4-х т.] / Глав. ред. тома А. Н. Краюхин. — М. : Роскартография, 2004. — Т. 1 : Общая характеристика территории. — 496 с. — 3000 прим. — ISBN 5-85120-217-3.
У томі на 496 сторінках подано загальногеографічні та тематичні карти, що зображують природу Росії та її окремих регіонів, матеріали про історію формування території, її дослідження та картографування, адміністративно-територіальний устрій держави й суб'єктів федерації.
Структура тому:
- Вступ. Фізична і політична карта Росії. Відомості про авторів та установи, що брали участь в складанні тому.
- Формування, дослідження і картографування території країни. Подано історію розширення території держави, процес її дослідження першопроходцями і науковими експедиціями, доповнено репродукціями старовинних карт і хронологією подій.
- Федеративний устрій. Адміністративно-територіальний устрій держави і окремих суб'єктів федерації. Картографічний матеріал доповнено довідковими даними.
- Географічні регіони і моря. Загальногеографічні карти країни (масштаб 1:15 млн) і окремих її регіонів (від 1:7,5 млн до 1:1,5 млн), прилеглих морів. Картографічний матеріал доповнено супутниковими знімками найбільш цікавих об'єктів.
- Довідкові відомості. Термінологічний словник, джерела інформації.

## Том 2. Природа і екологія
Национальный атлас России : [в 4-х т.] / Глав. ред. тома В. М. Котляков. — М. : Роскартография, 2005. — Т. 2 : Природа. Экология. — 496 с. — 3000 прим. — ISBN 5-8427-0004-2.
У томі на 496 сторінках подано загальногеографічні та тематичні карти, що зображують природні умови, ресурси та стан довкілля Росії та її окремих регіонів.
Структура тому:
- Вступ. Загальна характеристика природних умов держави, її природних ресурсів.
- Еволюція природного середовища. Палеогеографічні карти, довідкова інформація про еволюцію географічного середовища.
- Геологія і корисні копалини. Картографічні матеріали про геологічний, тектонічний, гідрогеологічний і інженерно-геологічний стан території держави, охорону цікавих геологічних об'єктів.
- Рельєф. Геоморфологічні, орографічні та гіпсометричні карти. Довідковий матеріал про головні морфоструктури та морфоскульптури.
- Клімат. Кліматичні карти розподілу в часі і територією показників атмосферного тиску, температури повітря, вітрового режиму, радіаційного балансу, атмосферних опадів, снігового покриву, небезпечних гідрометеорологічних явищ.
- Внутрішні води. Карти гідрографічної мережі, доповнені довідковою інформацією про гідрологічних режим, районування поверхневих і підземних вод, гідроенергетичних ресурсів, небезпечних гідрологічних явищ, екологічного стану водойм.
- Сніг, лід і багаторічна мерзлота. Карти геокріологічних і гляціологічних умов, сніжно-льодових ресурсів, небезпечних кріогенних явищ.
- Прилеглі моря. Докладні картографічні матеріали про гідрологічний, фізико-хімічний і гідробіологічний стан морів, що омивають територію Росії.
- Ґрунти і земельні ресурси. Карти поширення основних типів ґрунтів, розподілу основних ґрунтових показників, їхньої деградації.
- Рослинність. Карти рослинного покриву, лісових ресурсів, флористичні, ареали червонокнижних видів.
- Тваринний світ. Зоогеографічні карти районування території держави, фауністичні, мисливські ресурси, ареали червонокнижних видів.
- Ландшафти. Ландшафтні карти доповнені космічними знімками і ландшафтними профілями, фізико-географічне районування.
- Екологічний стан. Карти екологічної обстановки в Росії на початку XXI століття, антропогенний вплив окремих видів людської діяльності на природне середовище.
- Охорона природи. Карти розміщення природоохоронних територій, стану і рекомендацій з охорони окремих компонентів природного середовища.
- Довідкові відомості. Термінологічний словник, джерела інформації.

## Том 3. Населення і економіка
Национальный атлас России : [в 4-х т.] / Глав. ред. тома В. С. Тикунов. — М. : Роскартография, 2008. — Т. 3 : Население. Экономика. — 496 с. — 3000 прим. — ISBN 5-85120-216-5.
У томі на 496 сторінках комплексно подано економічну і демографічну системи Російської Федерації. Масштаби загальноросійських карт від 1:15 млн до 1:40 млн; для окремих регіонів і суб'єктів федерації європейської частини — 1:10 млн, азійської — 1:22 млн.
Структура тому:
- Загальна характеристика.
  - Місце Росії у світі — політичні карти світу, членство в міжнародних організаціях, порівняння країн світу за важливими показниками (ВВП, споживання електроенергії, паливні ресурси тощо).
  - Територіальний устрій Росії — сучасний стан адміністративно-територіального устрою держави і його історичний розвиток.
  - Географічні умови розселення населення і господарства — карти комфортності проживання та господарювання.
- Населення і соціальний розвиток.
  - Населення і його розселення — географія населення, його етнічний склад, демографічні показники, міграційні процеси, урбанізація, трудові ресурси, зайнятість, рівень життя та показників здоров'я, розселення малих народів та географія релігій.
  - Соціальна сфера — карти розміщення окремих об'єктів і територіальна організація науки, освіти, культури, спорту, охорони здоров'я, рекреації, туризму, житлові умови.
  - Соціально-політичний розвиток — типологія регіонів за соціальною стійкістю та електоральна географія.
- Господарство і економічний розвиток.
  - Виробнича сфера — галузі первинного і вторинного секторів економіки. Сільське, лісове, рибне і мисливське господарства, розміщення підприємств окремих галузей промисловості, будівництва, сфера послуг, міжгалузеві та територіально-виробничі комплекси, внутрішня та зовнішня торгівля.
  - Інфраструктура — галузі третинного і четвертинного секторів економіки. Різні види транспортної мережі, динаміка вантажо- і пасажироперевезень, історія формування, зв'язок, телекомунікації, банківська та інформаційна інфраструктура.
- Регіони. Серія комплексних соціально-економічних карт для кожного федерального округу.
- Довідкові відомості. Термінологічний словник, джерела інформації.

## Том 4. Історія і культура
Национальный атлас России : [в 4-х т.] / Глав. ред. тома Ю. А. Веденин. — М. : Роскартография, 2009. — Т. 4 : История. Культура. — 500 с. — 3000 прим.
У томі на 496 сторінках за допомогою картографічного, текстового та ілюстративного матеріалів подано хронологічний розвиток історичних подій на території Росії та в окремому розділі «Культура» змальоване історичне культурне надбання держави та стан культури на початку XXI століття.
Структура тому:
- Давні культури. Карти палеоліту, мезоліту, неоліту та енеоліту на території Росії, розміщення стоянок первісних людей.
- Залізна доба та Велике переселення народів. Історичні карти ранньозалізної доби та маршрути міграцій євразійських народів першої половини 1 тисячоліття.
- Древня Русь. Карти процесу формування державності східних слов'ян.
- Монголо-татарська навала. Феодальна подрібненість XIII століття.
- Об'єднання руських земель XIV — початку XV століть. Боротьба Московського, Тверського і Литовського князівств за руську спадщину.
- Росія в другій половині XV—XVI століттях. Розширення впливу Москви у Східній Європі, об'єднання земель золотоординських улусів, вихід до Сибіру.
- Росія в XVII столітті. Історичні карти подій XVII століття на території Росії.
- Росія в першій половині XVIII століття. Переломні події першої половини XVIII століття, утворення Російської імперії.
- Росія в другій половині XVIII століття. Процес розширення території Російської імперії.
- Росія в першій половині XIX століття. Розпад кріпацького ладу, Перша Вітчизняна і Кримська війни.
- Росія в другій половині XIX століття. Розвиток капіталістичних відносин, територіальна експансія в Центральній Азії.
- Росія на початку XX століття. Перша світова війна, перші російські революції.
- Радянський період. Історичні карти історії СРСР.
- Росія на початку XXI століття. Становлення самостійної Російської Федерації. Хронологічна таблиця найважливіших історичних подій.
- Культурне і природне надбання. Найбільший розділ що представлений різноманітними картами різного масштабу про розміщення пам'яток археології, архітектури, військової історії, культу, монументального мистецтва тощо, визначних місць, що пов'язані з діячами літератури та мистецтва. На планах найбільших міст Росії показані найвидатніші пам'ятки культурного і природного надбання, музеї, театри, парки.
- Сучасна культура. Карти розміщення мережі театрів, музеїв, бібліотек, архівів, клубних установ, вищих навчальних закладів в сфері культури, доповнені картограмами, діаграмами, текстом і фотоілюстраціями.
- Довідкові відомості. Термінологічний словник, джерела інформації.

## Електронна версія
Було створено електронну версію атласу яка видавалась на CD та DVD-дисках та була викладена у відкритий доступ в мережі Інтернет на порталі национальныйатлас.рф. Після припинення підтримки технології Adobe Flash Player було створено оновлену версію сайта на домені nationalatlas.ru.